# 劉尚朴
劉尚朴（？—？），字太卿，号生白，河南汝宁府羅山縣人，明朝政治人物。有兄劉尚質。

## 生平
己巳（官年）六月十六日生，治易经，萬曆十九年（1591年）辛卯科河南鄉試第四十九名舉人，二十三年（1595年）乙未科會試一百四十六名，廷試三甲第二十名進士，都察院觀政，本年六月授太原府推官，二十八年升任户部山西司主事，二十九年丁父憂。三十二年復除添注兵部武選司主事，三十三年升职方司员外郎，三十八年升郎中，三十九年八月晉升陕西布政司右参政兼佥事、固原兵備道。四十一年养病，四十二年補遼東寧前道右參政。

## 家族
曾祖劉懷。祖劉仲文，父劉鳴瑞，廪生。母朱氏。具庆下。兄劉尚質（同科會魁）。娶朱氏，子永恒、永晋、永升。